# Леки крайцери тип „Аретуза“
Аретуза (на английски: Arethusa) са тип британски леки крайцери на Британския Кралски флот, от времето на Първата световна война. Всичко от проекта са построени 8 единици: „Аретуза“ (на английски: HMS Arethusa (1913)), „Аурора“ (на английски: HMS Aurora (1913)), „Файтън“ (на английски: HMS Phaeton (1914)), „Галатея“ (на английски: HMS Galatea), „Инконстант“ (на английски: HMS Inconstant), „Пенелопа“ (на английски: HMS Penelope), „Роялист“ (на английски: HMS Royalist) и „Ъндаунтед“ (на английски: HMS Undaunted). Смятат се, макар и не напълно справедливо, за родоначалници на подкласа на леките крайцери. Част от крайцерите на този тип мощността от турбините се предава на винтовете чрез зъбна предавка. Получават нефтено отопление на котлите. Явяват се развитие на крайцерите от типа „Актив“, които продължават линията на крайцерите от 3-ти ранг тип „Топаз“

## Конструкция
Това са трикоминни кораби, със сърповиден, клиперов форщевен и полубачна конструкция на корпуса.

### Корпус
Дължината на полубака е около една трета от дължината на корпуса. Комините, средният е малко по-широк от останалите, имат неголям наклон към кърмата. Същият наклон има и леката мачта.

### Въоръжение
Въоръжението са две 152 mm оръдия „Мк. ХII“ 45 калибра: боекомплект от 94 изстрела на оръдие, шест 102 mm оръдия „Mk.V“ 45 калибра и боезапас 200 изстрела на оръдие, една 76 mm или 47 mm зенитка и 2×2 533 mm торпедни апарата.

### Брониране
Използването на бронята за постигане на необходимата надлъжна здравина коства на конструкторите значителни усилия. На мидъла защитата се осигурява от стоманената бордова обшивка със сумарна дебелина 76 mm. Главната палуба се предполага да има скосове, но височината на котлите прави това невъзможно. От предложенията да се промени поясната защита в краищата с палубни скосове се отказват поради възникването на силни напрежения. Причината за отказа е теглото, което е необходимо, за да се осигури здравината на конструкцията в преходния район. Решават да продължат пояса с дебелина от 50,8 mm до форщевена и към кърмата. Първоначалното условие борда да е прав в района на бронирането е причина да се използва никелова броня. От това се отказват, тъй като решават да подобрят обводите на корпуса. Крайцерите имат най-голямото съотношение дължина към височина на бордовете в сравнение с всеки един от британските крайцери от този период.
Окончателната схема на защитата предвижда вътрешен слой стомана с високо съпротивление и дебелина 25,4 mm и външен 50,8 mm слой стомана от същия вид вместо 50,8 mm никелова стомана, използвана на по-ранните типове крайцери (която може да се произведе само плоска, следователно, влошава обводите на корпуса).

### Силова установка
Четиривалната енергетична установка на крайцерите се състои от разположени в две машинни отделения четири правотокови парни турбини и осем водотръбни котела Yarrow с работно налягане 16,5 атмосфери в две котелни отделения. Всяка турбина развива мощност от 7500 к.с. със скорост на въртене от 590 оборота в минута, което при обща мощност на силовата установка от 30 000 к.с. е разчетено за достигането на скорост от 28 възела. При необходимост турбините могат над осем часа да работят във форсиран режим, при това мощността на всяка от тях нараства до 10 000 к.с.: по мнение на конструкторите, проектирали установката, при този случай скоростта на крайцерите ще бъде не по-малко от 30 възела. Но на изпитанията скоростта на крайцерите от типа „Аретуза“ не достига проектната, достигайки във форсирания режим в средно 28,5 възела. Запасът гориво е от 810 тона нефт.

## История на службата
„Аретуза“ – заложен на 28 октомври 1912 г., спуснат на вода: 25 октомври 1913 г., влиза в строй през август 1914 г.
„Аурора“ – заложен на 24 октомври 1912 г., спуснат на вода: 30 септември 1913 г., влиза в строй през септември 1914 г.
„Галатеа“ – заложен на 9 януари 1913 г., спуснат на вода: 14 май 1914 г., влиза в строй през декември 1914 г.
„Инконстант“ – заложен на 3 април 1914 г., спуснат на вода: 6 юли 1914 г., влиза в строй през януари 1915 г.
„Пенелоуп“ – заложен на 1 февруари 1913 г., спуснат на вода: 25 август 1914 г., влиза в строй през декември 1914 г.
„Файтън“ – заложен на 12 март 1913 г., спуснат на вода: 21 октомври 1914 г., влиза в строй през февруари 1915 г.
„Роялист“ – заложен на 3 юни 1913 г., спуснат на вода: 14 януари 1915 г., влиза в строй през март 1915 г.
„Ъндаунтед“ – заложен на 21 декември 1912 г., спуснат на вода: 28 април 1914 г., влиза в строй през август 1914 г.
Първата четворка от крайцерите тип „Аретуза“ първоначално се предполага да се използват в качество на разузнавачи при ескадрата, но дефицита на единици за лидиране на флотилиите от разрушители и относително ниската скорост на скаутите, за да съпровождат подчинените им съвременни есминци, въвежда крайцерите в такава роля. Едновременно с това има промени и при командирите на крайцерите. Старите командири предават командването на командирите на флотилиите ескадрени миноносци, всички от които са базирани в Харвич. Командващия Гранд Флийта адмирал Джон Ръшуорт Джелико има на разположение само първа ескадра на леките крайцери на командор Худеноуфа от шест единици на типа „Таун“, които са прекалено бавни за „котките“, а останалите девет крайцера от този тип се занимават със защита на търговията от немските леки крайцери извън метрополията. Положението кардинално се изменя към 1915 г., когато Гранд Флийт получава четири крайцера от типа „Аретуза“ за усилване на своите крайцерски сили, а за лидиране на флотилиите са построени специалните разрушители (есминци) от типа „Лайтфут“. В периода 1917 – 1918 г. на седемте останали в строй крайцера над баковото оръдие монтират полетна платформа. Като авиационно въоръжение се използват колесните биплани Sopwith Pup.

## Оценка на проекта
Стойността на крайцерите е 285 000 £, а на крайцерите-скаути от типа „Актив“ – средно 240 000 £, а последните построени крайцери-„тауни“ – над 356 000 £.
Стремителното увеличаване на мощностите на корабните силови установки през 1905 – 1914 г. позволява да се създадат линейни кораби и линейни крайцери с ход от 25 – 30 възела. За ескадрите състоящи се от бързоходни кораби, „скаутите“ и „градовете“, поради ниската си скорост, вече не са подходящи, за това и английските корабостроители са принудени да пристъпят към проектирането на т. нар. леки крайцери за Северно море. Бидейки компромис между „скаутите“ и „градовете“ по водоизместимост, въоръжение и брониране, тези кораби трябва да развиват по-висока скорост, необходима за съвместните действия с есминците и линейните крайцери. Началото на този най-многоброен за историята на корабостроенето тип леки крайцери слагат крайцерите на типа „Аретуза“. Крайцерите от типа „Arethusa“ имат диферент към носа (зариват носа), което може да се обясни тяхната заливаемост. Използването на нефт като гориво е едно от важните преимущества на крайцерите над техните предшественици, осигурявайки им по-висока скорост. Както показват успехите им през време на войната, те са доста по-добри от крайцерите тип „Актив“, на който и стъпва този проект. Всеки кораб е компромис между противоречиви изисквания, и при тях има недостатъци, но основният от тях е, че те са с минималния възможен размер. За това и при тях няма нито свободно пространство, нито запас от водоизместимост, и когато идва време, запас от устойчивост. Те не постигат очакваните 30 възела, и са практически без възможност за модернизация. Битката от 17 ноември 1917 г., показва силата на 152 mm оръдия и непълноценността на крайцерите без второ оръдие на ГК на носа. Към края на Първата световна крайцерите са остарели, а техните дни – преброени.
| Сравнителни ТТХ                  | |                                                    |                                         |                                          |                                                                            |
| Характеристики                   | „Чикума“ · Япония | „Аретуза“ · Великобритания                         | „Актив“ · Великобритания                | „Чатъм“ · Великобритания                 | „Карлсруе“ Германия                                                        |
| Година на залагане               | 1909 | 1912                                               | 1910                                    | 1911                                     | 1911                                                                       |
| Година на влизане в строй        | 1912 | 1914                                               | 1911                                    | 1913                                     | 1914                                                                       |
| Размери, m (Д×Ш×Г)               | 144,8×14,2×5,1 | 132,9×11,9×4,1                                     | 123,8×12,6×4,7                          | 139,3×15,1×4,82                          | 139×13,7×5,3                                                               |
| Водоизместимост, дълги тона      | 5000 | 3750                                               | 3440                                    | 5400                                     | 4823                                                                       |
| Въоръжение                       | 8 – 152 mm, 4 – 80 mm, ТА 3×1 – 450 mm                                                                                        | 2 – 152 mm, 6 – 102-мм, 1 – 47 mm, ТА 2×2 – 533 mm | 10 – 102 mm, 4 – 47-мм, ТА 2×1 – 450 mm | 8 – 152 mm, 4 – 47-мм, ТА 2×1 – 533 mm   | 12 – 105 mm, ТА 2×1 – 500 mm                                               |
| Брониране, mm                    | Палуба – 57 – 38, пояс – 89 – 50, рубка – 102 (Палуба – 22, борд в района на торпедния отсек – 89, скосове – 57, рубка – 102) | Палуба – 25, пояс – 76 – 25, рубка – 152           | Палуба – 25, рубка – 102                | Палуба – 38 – 12, пояс – 51, рубка – 102 | Палуба – 20 – 40, скосове – 40, пояс – 60, щитове оръдия – 50, рубка – 100 |
| Силова установка, к.с.           | ПТ, 22 500 | ПТ, 30 000 (40 000)                                | ПТ, 18 000                              | ПТ, 25 000                               | ПТ, 26 000                                                                 |
| Далечина на плаване, морски мили | 10 000 при 10 възела 5000 при 16 възела                                                                                       | 3200 при 16 възела                                 | 3060 при 10 възела                      | 4460 при 10 възела                       | 5000 при 12 възела                                                         |
| Проектна скорост, възела         | 26 | 28(30)                                             | 25                                      | 25,5                                     | 27,8                                                                       |
| Максимална скорост, възела       | 26,79 – 27,14 | 28,5 – 29                                          | 25,1 – 25,9                             | 26,1                                     | 28,5 – 29,3                                                                |

## Коментари
1. ↑  Всички данни се привеждат към момента на влизане в строй.
2. ↑  Фактически тази чест принадлежи на крайцерите от типа „Чатъм“.
3. ↑  За немските кораби водоизместимостта е преизчислена в английски тонове.